# Pantelejmon (Katreptidis)
Pantelejmon, imię świeckie Pantelejmon Katreptidis (ur. 1937 w Nikiei) – grecki duchowny prawosławny, od 2010 biskup pomocniczy arcybiskupstwa Aten z tytułem metropolity Koronei.
Święcenia diakonatu przyjął w 1962, a prezbiteratu w 1963. Chirotonię biskupią otrzymał 14 stycznia 2003.